# Kick Out the Jams
Kick Out the Jams è l'unico album live della band proto-punk MC5, pubblicato nel 1969 dalla Elektra Records. È stato registrato al Grand Ballroom di Detroit in due notti: il 30 e il 31 ottobre 1968. 
Kick Out the Jams contiene delle canzoni che sono divenute dei classici del proto-punk, come la title track (reinterpretata, tra gli altri, dai Rage Against the Machine nel loro album Renegades e Jeff Buckley nel DVD Live in Chicago), Rocket Reducer No. 62 (Rama Lama Fa Fa Fa), Starship e una cover di John Lee Hooker, Motor City is Burning.

## Accoglienza
Kick Out the Jams è considerato il capolavoro della band di Detroit e tra i migliori album del periodo, oltre che uno dei più grandi album live della storia del rock.
Sebbene Lester Bangs di Rolling Stone lo definì all'epoca "ridicolo, prepotente e pretenzioso", nel 2003 la rivista lo inserì al 296º posto nella classifica dei 500 migliori album di tutti i tempi.
il critico musicale Mark Deming di Allmusic lo definì "uno dei più energici album live mai fatti... un album che non può essere ascoltato a basso volume".
Il disco raggiunse la 30ª posizione nella classifica di Billboard, mentre la title track guadagnò l'82ª posizione nella Hot 100. L'LP entrò in classifica l'8 marzo 1969.
Nel marzo 2005, Q ha inserito la canzone Kick Out the Jams al 39º posto nella classifica 100 Greatest Guitar Tracks.
Con il passare degli anni, l'album è diventato un vero e proprio oggetto di culto da parte dei fans del genere.

## Formazione
- Rob Tyner - voce
- Wayne Kramer - chitarra
- Fred Smith - chitarra
- Michael Davis - basso
- Dennis Thompson - batteria

## Tracce
Tutte le tracce sono composte dagli MC5, tranne dove indicato
1. Ramblin' Rose – 4:15 (Fred Burch, Marijohn Wilkin)
2. Kick Out the Jams – 2:52
3. Come Together – 4:29
4. Rocket Reducer No. 62 (Rama Lama Fa Fa Fa) – 5:41
5. Borderline – 2:45
6. Motor City Is Burning – 6:04 (Fred Smith)
7. I Want You Right Now – 5:31
8. Starship – 8:15 (MC5, Sun Ra)